# Eric Vanderaerden
Eric Vanderaerden (* Herk-de-Stad, 11 de febrero de 1962). Fue un ciclista belga, profesional entre 1983 y 1996, cuyos mayores éxitos deportivos los logró en el Tour de Francia donde obtuvo cinco victorias de etapa, y en la Vuelta a España donde conseguiría tres victorias de etapa.

## Palmarés
| 1982 - Tour de Valonia - Flecha de las Ardenas 1983 - 1 etapa del Tour de Francia - 2 etapas de la Vuelta a España - 2 etapas de la París-Niza - 2 etapas del Gran Premio de Midi Libre - 1 etapa del Tour de l'Aude 1984 - 2 etapas del Tour de Francia - Campeonato de Bélgica en Ruta - París-Bruselas - 3 etapas de la Vuelta a Suiza - 1 etapa de la Vuelta a los Países Bajos - 2 etapas de los Tres Días de La Panne - 2 etapas de los Cuatro Días de Dunkerque 1985 - 2 etapas del Tour de Francia - Gante-Wevelgem - Tour de Flandes - 1 etapa de la Vuelta a Suiza - Vuelta a los Países Bajos, más 2 etapas - G. P. Eddy Merckx - 2 etapas de los Tres Días de La Panne - 2 etapas del Tour del Mediterráneo - 1 etapa de la Tirreno-Adriático - 1 etapa de la Estrella de Bessèges - Tour de Limburgo 1986 - Tres Días de La Panne, más 1 etapa - A través de Flandes - E3-Prijs Harelbeke - 1 etapa de la Vuelta a los Países Bajos - Halle-Ingooigem - Clasificación por puntos del Tour de Francia 1987 - París-Roubaix - G.P. Eddy Merckx - Tres Días de La Panne, más 3 etapas - 1 etapa del Tour del Mediterráneo - 1 etapa de la Vuelta a Dinamarca | 1988 - Tres Días de La Panne, más 2 etapas - Tour de Limburgo - 1 etapa de la Tirreno-Adriático - 2 etapas de los Cuatro Días de Dunkerque 1989 - Gran Premio Raymond Impanis - Tres Días de La Panne, más 2 etapas - Tour de Irlanda, más 4 etapas - Tour DuPont, más 4 etapas - 2 etapas de la Vuelta a Burgos - 1 etapa de la Semana Siciliana - 1 etapa del Tour de Luxemburgo - 1 etapa de la Vuelta a los Países Bajos - 1 etapa de la Vuelta a Suiza - 1 etapa de la Vuelta a Andalucía 1990 - 1 etapa de la Tirreno-Adriático - 2 etapas de la Estrella de Bessèges - 1 etapa de los Tres Días de La Panne - 1 etapa del Tour de Luxemburgo - 1 etapa de la Vuelta a los Países Bajos 1991 - A través de Flandes - 1 etapa de la Vuelta a la Comunidad Valenciana - 1 etapa del Tour de Luxemburgo - 1 etapa del Tour de Irlanda 1992 - 1 etapa de la Vuelta a España - 1 etapa del Tour de Irlanda 1993 - Tres Días de La Panne - 1 etapa de la Estrella de Bessèges |

## Resultados

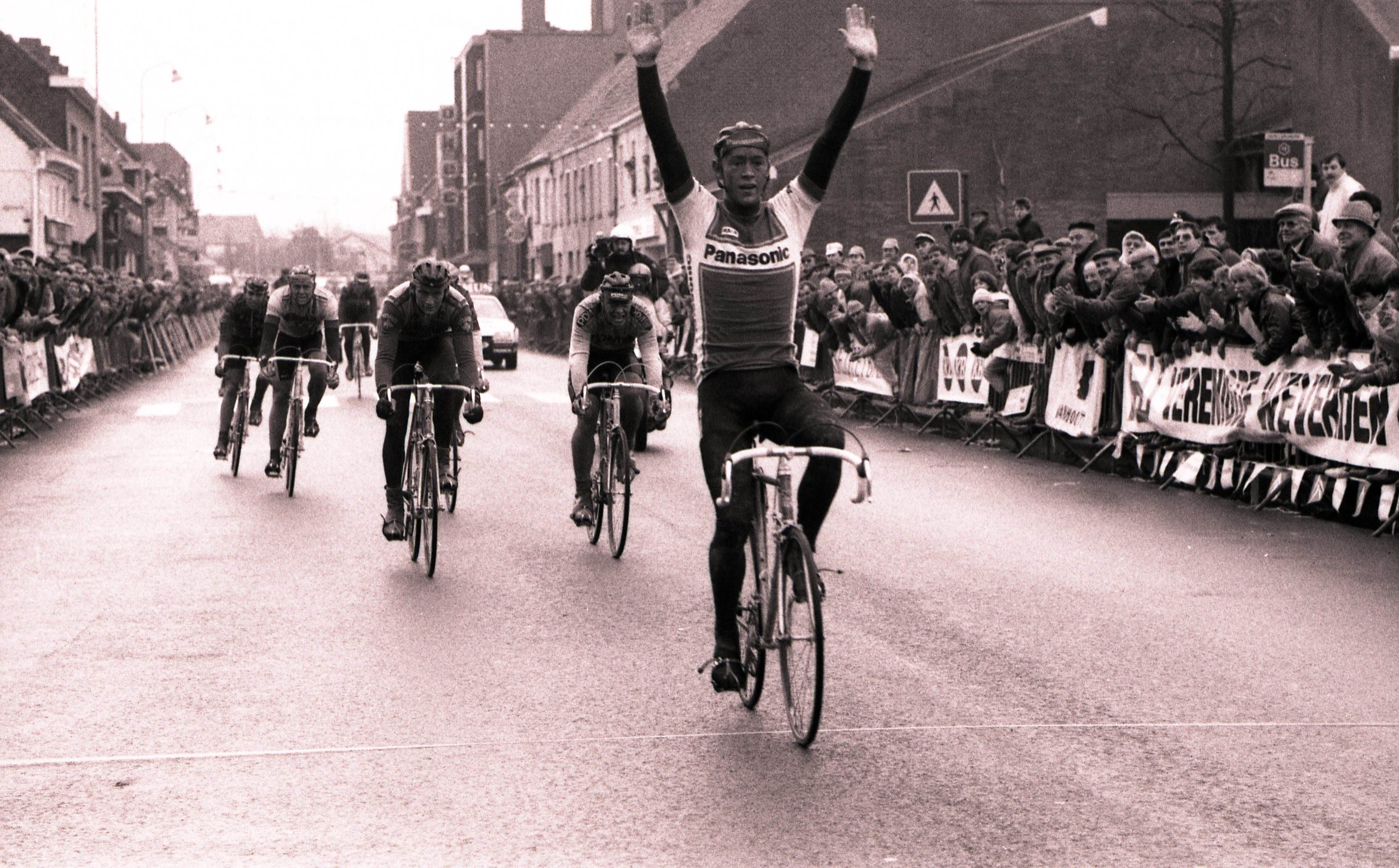
Eric Vanderaerden celebrando su victoria en A Través de Flandes de 1986.

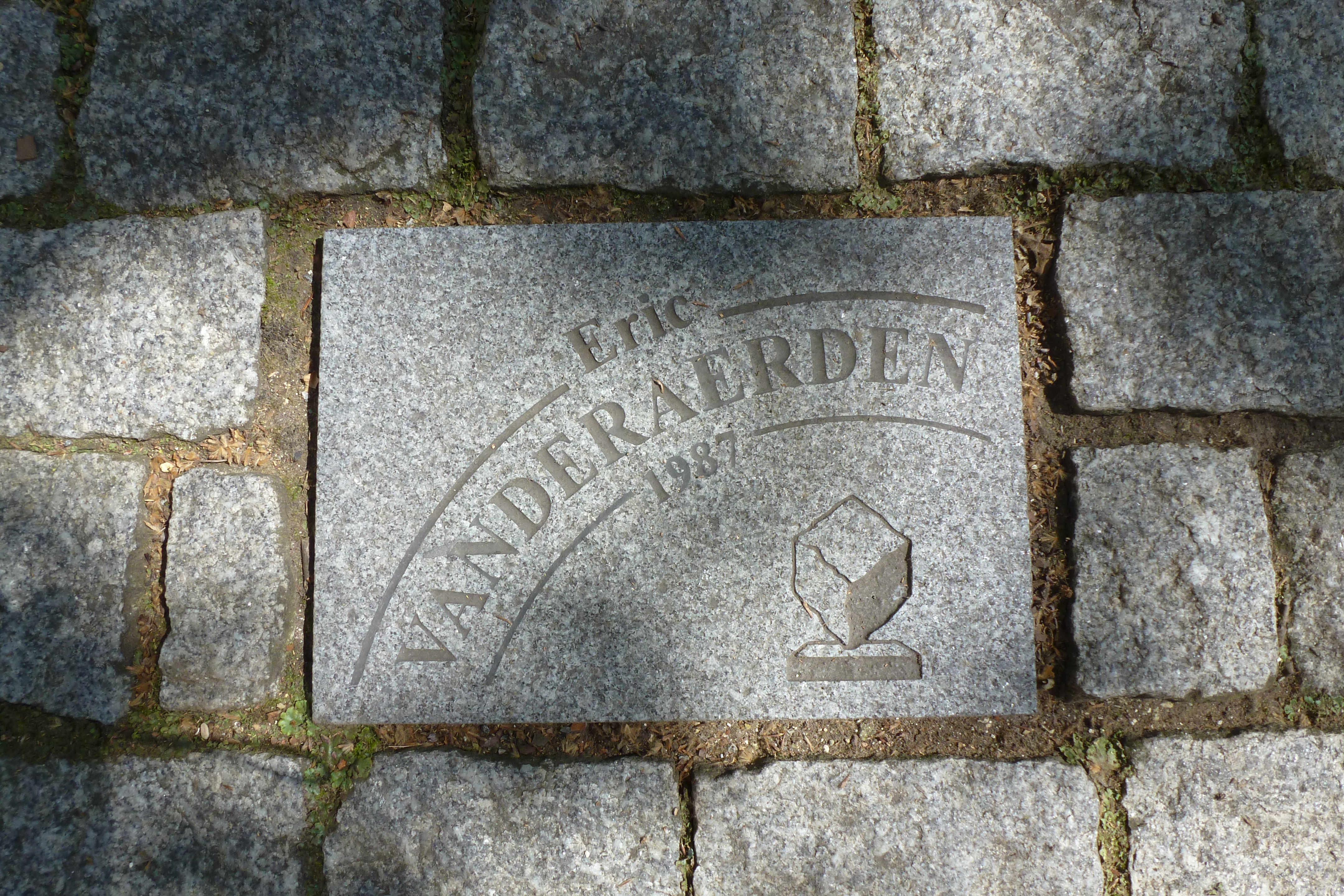
Piedra conmemorativa en honor a su victoria en París-Roubaix en 1987.

Durante su carrera deportiva ha conseguido los siguientes puestos en Grandes Vueltas y carreras de un día.

### Grandes Vueltas
| Carrera | Carrera         | 1983 | 1984 | 1985 | 1986  | 1987 | 1988 | 1989 | 1990 | 1991  | 1992  | 1993 | 1994  | 1995 | 1996 |
| ------- | --------------- | ---- | ---- | ---- | ----- | ---- | ---- | ---- | ---- | ----- | ----- | ---- | ----- | ---- | ---- |
|         | Giro de Italia  | —    | —    | —    | 124.º | —    | 75.º | —    | —    | —     | —     | —    | Ab.   | —    | —    |
|         | Tour de Francia | Ab.  | 90.º | 87.º | 125.º | —    | Ab.  | Ab.  | Ab.  | 127.º | Ab.   | Ab.  | —     | Ab.  | —    |
|         | Vuelta a España | Ab.  | —    | —    | —     | —    | —    | —    | —    | 102.º | 132.º | —    | 116.º | —    | —    |

### Clásicas, Campeonatos y JJ. OO.
| Carrera                | Carrera                | 1983 | 1984 | 1985 | 1986 | 1987 | 1988 | 1989 | 1990 | 1991  | 1992 | 1993 | 1994  | 1995 | 1996 |
| ---------------------- | ---------------------- | ---- | ---- | ---- | ---- | ---- | ---- | ---- | ---- | ----- | ---- | ---- | ----- | ---- | ---- |
| Omloop Het Nieuwsblad  | Omloop Het Nieuwsblad  | 14.º | 9.º  | —    | —    | 5.º  | —    | 5.º  | 8.º  | —     | 3.º  | 3.º  | —     | —    | 43.º |
| Kuurne-Bruselas-Kuurne | Kuurne-Bruselas-Kuurne | 5.º  | —    | —    | —    | —    | —    | —    | —    | —     | —    | —    | —     | 36.º | —    |
|                        | Milan San Remo         | 4.º  | 3.º  | 4.º  | 22.º | 2.º  | 11.º | —    | —    | 3.º   | 80.º | —    | 58.º  | —    | —    |
| A Través de Flandes    | A Través de Flandes    | 3.º  | 6.º  | 2.º  | 1.º  | —    | —    | 11.º | —    | 1.º   | —    | 30.º | —     | 28.º | —    |
| E3 Harelbeke           | E3 Harelbeke           | —    | 4.º  | 6.º  | 1.º  | 5.º  | 7.º  | 12.º | 40.º | 60.º  | 3.º  | 4.º  | 14.º  | —    | 69.º |
| Gante-Wevelgem         | Gante-Wevelgem         | 20.º | 2.º  | 1.º  | 28.º | 8.º  | 43.º | 4.º  | 58.º | 4.º   | 48.º | 2.º  | 50.º  | 62.º | 99.º |
|                        | Tour de Flandes        | —    | 10.º | 1.º  | 10.º | 3.º  | 77.º | 24.º | 27.º | 19.º  | 78.º | —    | —     | 54.º | —    |
| Scheldeprijs           | Scheldeprijs           | —    | —    | —    | 3.º  | —    | 7.º  | 4.º  | 2.º  | 32.º  | —    | 14.º | —     | 4.º  | 3.º  |
|                        | París-Roubaix          | 17.º | 28.º | 13.º | 19.º | 1.º  | 49.º | 25.º | 47.º | 35.º  | —    | —    | —     | 6.º  | —    |
| Amstel Gold Race       | Amstel Gold Race       | —    | —    | —    | 21.º | —    | 36.º | —    | 63.º | 5.º   | —    | —    | —     | —    | —    |
|                        | Lieja-Bastoña-Lieja    | —    | —    | —    | —    | —    | 27.º | —    | 44.º | 54.º  | —    | —    | —     | —    | —    |
| Clásica San Sebastián  | Clásica San Sebastián  | —    | —    | —    | —    | 75.º | —    | —    | —    | —     | —    | —    | —     | —    | —    |
| París-Tours            | París-Tours            | —    | 65.º | 23.º | 96.º | 6.º  | 6.º  | 2.º  | —    | 104.º | —    | —    | 130.º | —    | —    |
| Mundial en Ruta        | Mundial en Ruta        | Ab.  | —    | Ab.  | —    | 14.º | —    | —    | —    | —     | —    | —    | —     | —    | —    |
| Bélgica en Ruta        | Bélgica en Ruta        | —    | 1.º  | —    | —    | —    | 13.º | —    | —    | 9.º   | —    | —    | —     | —    | —    |

—: No participa

Ab.: Abandona

X: Ediciones no celebradas